# Robert A. Harris
Robert A. Harris est un historien du cinéma et un restaurateur de films spécialisé dans la restauration des pellicules à grands formats des films des années 1950.
Il a restauré et reconstruit un bon nombre de classiques dont Lawrence d'Arabie qu'il restaura en 1989, Spartacus en 1991, My Fair Lady en 1994, Sueurs froides d'Alfred Hitchcock en 1996 et Fenêtre sur cour du même réalisateur en 1998. Il collabore notamment avec James C. Katz.

## Publications
Robert A. Harris et Michaël S. Lasky, Alfred Hitchcock, 1976 pour l'édition originale, éditions Henry Veyrier, 1990, 244 p.